# Matt Jansen
Matthew Brooke ("Matt") Jansen ['dʒɛnsən] (Carlisle, 20 oktober 1977) is een Engels voormalig betaald voetballer die doorgaans als aanvaller speelde. 

## Biografie
Jansen is vooral bekend om zijn periode bij Blackburn Rovers, waarmee hij vijf seizoenen actief was in de Premier League. Blackburn Rovers nam hem in de winter van 1999 over van Crystal Palace. Jansen vond daar tijdens de eerste seizoenshelft vlot de weg naar doel. Het seizoen van zijn komst naar Ewood Park, 1998/99, resulteerde voor Blackburn Rovers in degradatie naar de Football League First Division. In mei 2001 promoveerde de club, met Jansen, weer naar de Premier League. Jansen scoorde 19 doelpunten voor de club uit 97 wedstrijden in de Premier League. In 2003 werd de centrumspits even uitgeleend aan toenmalig tweedeklasser Coventry City. Jansen en Andy Cole (ex-Manchester United) scoorden de doelpunten in de gewonnen League Cup-finale van 2002 tegen Tottenham Hotspur. Nochtans miste Blackburn enkele belangrijke spelers zoals de Turk Tugay Kerimoğlu en aanvoerder Garry Flitcroft. Beiden misten de finale door een schorsing. Jansens doelpunt zorgde mee voor de 2–1 eindstand. In 2006 verliet hij de club. Jansen kwam in 2006 nog voor Bolton Wanderers uit en ging daarna op een lager niveau voetballen. Jansen stopte in 2014. 
Jansen werd trainer van amateurclub Chorley in 2015. Hij nam er de taken van ex-ploeggenoot Garry Flitcroft over. In 2018 stapte Jansen zelf op bij Chorley.

## Erelijst
| Competitie       |                  |                  |
| Competitie       | Aantal           | Jaren            |
| Blackburn Rovers | Blackburn Rovers | Blackburn Rovers |
| ---------------- | ---------------- | ---------------- |
| League Cup       | 1×               | 2001/02          |